# Cheikha Rabia
Cheikha Rabia (Relizane, 1944) é uma cantora e música argelina rai nascida em Relizane (perto de Orã), que começou sua carreira musical na década de 1960.

## Biografia
Nascida em Relizane em 1944, uma pequena cidade perto de Orã, na Argélia, Rabia é filha de um barbeiro (um veterano da Primeira Guerra Mundial) e uma costureira da Kabylie. Cheikha Rabia começou a cantar aos 11 anos de idade, especialmente nas cerimonias familiares. Na Argélia, as cantoras se concentraram principalmente em aparecer em celebrações rurais antes que o público fosse composto principalmente de mulheres, uma vez que essas músicas não foram levadas em consideração para serem interpretadas em encontros sociais. Cheikha foi uma das primeiras a cantar em público. "Cheikh", como ficou conhecida na atmosfera artístico da época, acompanhada em suas performances por flautas de bambu. Aos quatorze anos, ela tornou-se interessada em aprender a cantar profissionalmente, então ela participou de várias escolas, muitas das quais ainda estavam proibidas para as mulheres. O título de Cheikha ("amante da voz") foi concedido a ela quando tinha 18 anos. A vida de Cheikha Rabia, uma das vozes mais importantes da Argélia repatriadas em Paris, foi adaptada para o cinema em 2001 pelo diretor Stéphane Bertrand Ballouhey e Roelandt. Cheikha interpreta o Raï de uma maneira autêntica, com duas flautas tradicionais que lhe dão um som beduíno.

### Raï
Na década de 1960, Cheikha começou a cantar em cabarés na capital Argel, onde se tornou um sucesso entre os públicos do sexo masculino. Em 1977, ela imigrou para a França com seu marido e seus oito filhos e começou uma nova carreira em Paris, onde continuou cantando em seu estilo raï em clubes da cidade. Após seu divórcio, ela começou a viver em tempos económicos difíceis, já que ela teve que parar de cantar. Quando seus filhos cresceram, ela começou a cantar em pequenos clubes nos finais de semana. Depois de gravar alguns discos na Argélia, ela gravou um álbum em 1999 com o famoso gravador Virgin Records, seguido de uma turnê europeia.

### Rabia
A ideia de fundir seu estilo musical com outros géneros começou a tomar forma em Cheikha. Rabia conheceu a produtora musical Dinah Douieb em 2005 em um festival chamado "Music Night of Ramadan", em Paris. Douieb a convenceu a cantar. Cheikha percebeu que a versatilidade de sua voz poderia dar-lhe uma chance de entrar no domínio da música rock e electrónica. Ela assinou um contrato com a Tiferet em 2006 e gravou um álbum intitulado Liberti. Em 2012, aos 68 anos, Rabia começou a gravar um novo álbum de estúdio baseado na música da banda britânica Black Sabbath e no hip hop e música electrónica. Para a gravação do mesmo contou-se com a participação do guitarrista Yan Pechine e da produtora Dinah Douieb. O álbum, chamado Rabia , acabou sendo uma mistura de sons Raï com música electrónica e rock.

## Discografia

### Estudio
- Ana Hak (1999)[6]
- Liberti (2007)[6]
- Rabia (2012)